# 김도엽 (축구 선수)
김도엽(1988년 11월 26일 ~ )은 대한민국의 전직 축구 선수로 현역 시절 경남 FC, 김천 상무, 제주 유나이티드, 성남 FC, 아산 무궁화, 김포 FC 등에서 공격수로 활약했으며 2014년 김인한에서 현재 이름인 김도엽으로 개명하였다.

## 클럽 경력
2010 K리그 드래프트에서 경남 FC에 입단하였다. 2010년 3월 7일 대전 시티즌과의 경기에서 리그 데뷔전을 치렀다. 데뷔 시즌 리그와 리그컵을 합쳐 23경기에 출전하여 7골 2도움을 기록하는 준수한 활약을 펼쳤다. 2012 시즌 리그 40경기에 출전하여 10골을 성공시키며 프로 데뷔 후 처음으로 한 시즌 두 자릿수 득점을 기록하였다. 하지만 이듬해 3월 입은 부상으로 리그 중후반기까지 출전하지 못하다가 11월에야 완전 회복하여 그라운드로 복귀하였다.
2015 시즌을 앞두고 병역 의무 이행을 위해 상주 상무에 입단하였다.2016년 상주 상무 전역하고, 경남 FC로 복귀를 하였다.
2017년 7월 25일 권용현과 트래이드 되어 제주 유나이티드로 이적 하였다.
2018시즌을 앞두고 성남 FC로 이적했다. 시즌 종료 후 성남에서 퇴단했다.
2019시즌 여름 이적시장에서 아산 무궁화 축구단에 입단했다.

## 수상

### 클럽

#### 상주 상무
- K리그 챌린지
  - 우승 1회 : 2015